# Ségou
Ségou (tiếng Bambara: ߛߋߓߎ, Segu) là một thành phố ở Mali, nằm cách thủ đô Bamako 235 km về phía đông bắc. Đây là trung tâm hành chính của vùng Ségou.

## Địa lý
Ségou nằm cách Bamako 235 km, trên hữu ngạn sông Niger.
Đô thị này được chia thành 15 khu vực hành chính: Alamissani, Angoulême, Bagadadji, Bougoufié, Comatex, Dar Salam, Hamdallaye, Médine, Mission Catholique, Missira, Ségou Coura, Sido Soninkoura, Somono, Sokalakono, Bananissabakoro.

### Khí hậu
Ségou có khí hậu bán khô hạn (phân loại khí hậu Köppen BSh).
| Dữ liệu khí hậu của Segou, Mali         | Dữ liệu khí hậu của Segou, Mali | Dữ liệu khí hậu của Segou, Mali | Dữ liệu khí hậu của Segou, Mali | Dữ liệu khí hậu của Segou, Mali | Dữ liệu khí hậu của Segou, Mali | Dữ liệu khí hậu của Segou, Mali | Dữ liệu khí hậu của Segou, Mali | Dữ liệu khí hậu của Segou, Mali | Dữ liệu khí hậu của Segou, Mali | Dữ liệu khí hậu của Segou, Mali | Dữ liệu khí hậu của Segou, Mali | Dữ liệu khí hậu của Segou, Mali | Dữ liệu khí hậu của Segou, Mali |
| Tháng                                   | 1                               | 2                               | 3                               | 4                               | 5                               | 6                               | 7                               | 8                               | 9                               | 10                              | 11                              | 12                              | Năm                             |
| --------------------------------------- | ------------------------------- | ------------------------------- | ------------------------------- | ------------------------------- | ------------------------------- | ------------------------------- | ------------------------------- | ------------------------------- | ------------------------------- | ------------------------------- | ------------------------------- | ------------------------------- | ------------------------------- |
| Trung bình ngày tối đa °C (°F)          | 31.9 (89.4)                     | 35.2 (95.4)                     | 37.8 (100.0)                    | 39.3 (102.7)                    | 39.2 (102.6)                    | 36.3 (97.3)                     | 32.6 (90.7)                     | 31.1 (88.0)                     | 32.3 (90.1)                     | 35.3 (95.5)                     | 35.2 (95.4)                     | 32.0 (89.6)                     | 34.8 (94.6)                     |
| Trung bình ngày °C (°F)                 | 24.2 (75.6)                     | 27.0 (80.6)                     | 29.7 (85.5)                     | 31.7 (89.1)                     | 32.4 (90.3)                     | 30.4 (86.7)                     | 27.7 (81.9)                     | 26.5 (79.7)                     | 27.0 (80.6)                     | 28.2 (82.8)                     | 26.8 (80.2)                     | 24.3 (75.7)                     | 28.0 (82.4)                     |
| Tối thiểu trung bình ngày °C (°F)       | 16.4 (61.5)                     | 19.3 (66.7)                     | 22.3 (72.1)                     | 25.2 (77.4)                     | 26.5 (79.7)                     | 24.9 (76.8)                     | 23.1 (73.6)                     | 22.5 (72.5)                     | 22.4 (72.3)                     | 22.2 (72.0)                     | 19.5 (67.1)                     | 16.9 (62.4)                     | 21.8 (71.2)                     |
| Lượng Giáng thủy trung bình mm (inches) | 0.3 (0.01)                      | 0.1 (0.00)                      | 2.7 (0.11)                      | 11.9 (0.47)                     | 32.9 (1.30)                     | 71.9 (2.83)                     | 160.7 (6.33)                    | 210.2 (8.28)                    | 116.1 (4.57)                    | 25.7 (1.01)                     | 1.4 (0.06)                      | 1.0 (0.04)                      | 634.9 (25.00)                   |
| Số ngày giáng thủy trung bình           | 0.2                             | 0.1                             | 0.4                             | 2.0                             | 4.9                             | 8.6                             | 14.1                            | 17.1                            | 11.2                            | 3.3                             | 0.2                             | 0.1                             | 62.2                            |
| Số giờ nắng trung bình tháng            | 281.2                           | 256.1                           | 275.1                           | 253.1                           | 264.4                           | 253.9                           | 248.7                           | 231.0                           | 241.5                           | 272.4                           | 264.8                           | 271.7                           | 3.113,9                         |
| Nguồn: NOAA                             |                                 |                                 |                                 |                                 |                                 |                                 |                                 |                                 |                                 |                                 |                                 |                                 |                                 |

## Giáo dục
Thành phố có trường Đại học Ségou, thành lập năm 2009.

## Đô thị kết nghĩa
Ségou kết nghĩa với:
- Angoulême, Pháp[5]
- Richmond, Virginia, Hoa Kỳ[6]